# Gare de Druye
La gare de Druye est une gare ferroviaire française de la ligne des Sables-d'Olonne à Tours, située sur le territoire de la commune de Druye, dans le département d'Indre-et-Loire, en région Centre-Val de Loire.
C'est une halte voyageurs de la Société nationale des chemins de fer français (SNCF), desservie par des trains TER Centre-Val de Loire.

## Situation ferroviaire
La gare de Druye est située au point kilométrique (PK) 233,464 de la ligne des Sables-d'Olonne à Tours, entre les gares ouvertes d'Azay-le-Rideau et Ballan.

## Service des voyageurs

### Accueil
Halte SNCF, c'est un point d'arrêt non géré (PANG) à entrée libre.

### Desserte
Druye est desservie par des trains TER Centre-Val de Loire, circulant entre Tours et Chinon.

### Intermodalité
Un parc à vélos et un parking pour les véhicules sont aménagés.